# 레이 스트리클린

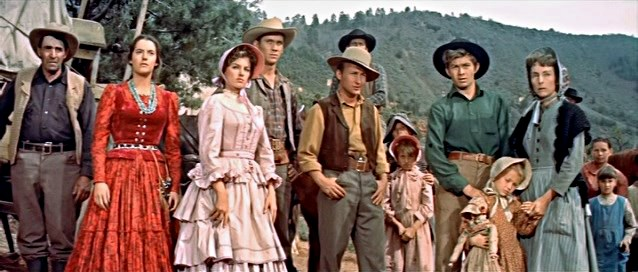

레이 스트리클린(Ray Stricklyn, 1928년 10월 8일 ~ 2002년 5월 14일)은 미국의 배우이다.
휴스턴에서 태어났으며 로스앤젤레스에서 사망하였다. 사인은 폐기종이다.

## 영화
- 다니엘 스틸 - 비밀 (1992년)
- 죽음의 함정 (1991년)
- 와이즈가이 (1987년)
- 우리 생애 나날들 (1965년)
- 잃어버린 세계 (1960년)
- 4인의 무뢰한 (1960년)
- 보난자 (1959년)
- 리턴 오브 드라큐라 (1958년)
- 페리 메이슨 (1957년)
- 최후의 포장마차 (1956년)
- 거리의 범죄 (1956년)
- 케이터드 어페어 (1956년)
- 상처 뿐인 영광 (1956년)
- 도둑 (1952년)